# Zombie Strippers
Zombie Strippers è una commedia horror del 2008 diretta da Jay Lee.

## Trama
In un futuro prossimo gli Stati Uniti sono governati ancora da George W. Bush al suo quarto mandato. Sono in guerra con diverse nazioni e per fare fronte a tutte le guerre in corso sviluppano un virus che faccia risorgere i soldati morti sotto forma di zombi. Ovviamente l'esperimento va male, anche per il motivo che il virus dà il meglio di sé solo sui soggetti di sesso femminile. Durante l'incursione di un reparto speciale dell'esercito un soldato ferito fugge e si rifugia in uno strip club. Qui assale e uccide la spogliarellista più amata del locale, dagli avventori, e odiata, dalle colleghe. La spogliarellista risorge e torna sul palco, con una carica sexy ancor più forte. Il pubblico va in delirio e il proprietario del club decide di monetizzare la cosa e lascia fare.
Tra le altre spogliarelliste c'è chi decide di seguirla, facendosi zombizzare, e chi decide di contrastarla. Parte una girandola di spogliarelli e di uccisioni degli avventori che si fanno sempre più splatter. Alla fine la situazione degenera. Tra una sparatoria, una battaglia tra spogliarelliste zombie e altre sottostorie, come quella della spogliarellista che lo fa per pagare un'operazione alla nonna ma alla fine si scopre portata per quel lavoro, fa irruzione ancora l'esercito e mette fine all'invasione. Ma nel finale si scopre che uno dei tecnici del laboratorio è il colpevole dell'epidemia.